# Meadow Park (Borehamwood)
Meadow Park, attualmente noto come LV Bet Stadium Meadow Park per motivi di sponsorizzazione, è uno stadio di calcio britannico sito a Borehamwood, nella contea inglese dell'Hertfordshire. È il campo dove si giocano abitualmente gli incontri casalinghi del Boreham Wood e dell'Arsenal femminile e delle squadre giovanili dell'Arsenal.
Meadow Park è anche il nome del parco pubblico che comprende il campo da calcio principale, oltre ad aree gioco per bambini, campi da tennis, campi polisportivi, giochi interattivi, un rifugio per ragazzi, campi da calcio, prati aperti e un prato di fiori selvatici.

## Storia
Il Boreham Wood si trasferì a Meadow Park da Eldon Avenue nel 1963. Poco dopo fu costruita una nuova tribuna principale. Questa è stata demolita nel 1999 e sostituita da una tribuna con tetto a sbalzo. Nel 2014 è stata inaugurata una nuova West Stand. Nel 2019 è stata inaugurata una nuova terrazza North Bank, che condivide il nome di una delle tribune della tradizionale ex casa dell'Arsenal, Highbury.

## Record di presenze
Il record di presenze per il campo è di 4 101 spettatori, stabilito in occasione di una partita del secondo turno di FA Cup contro il St Albans City il 6 dicembre 2021.